# Тихомирова, Ираида Ивановна
Ираи́да (Ири́на) Ива́новна Тихоми́рова (1 марта 1933, Шахунья — 14 июля 2023, Санкт-Петербург) — специалист по развитию навыков чтения у детей, кандидат педагогических наук.

## Образование и деятельность
В 1955 году окончила Ленинградский государственный библиотечный институт им. Н. К. Крупской по специальности «Библиотековедение детских библиотек». По окончании института была направлена на работу в одну из детских библиотек Ленинграда, где занималась экспериментальной работой по восприятию подростками художественной литературы.
В 1971 году защитила диссертацию на соискание учёной степени кандидата педагогических наук на тему «Литературное развитие школьников старших классов в условиях библиотеки» (научный руководитель — Н. Н. Житомирова).
С 1971 года свыше 40 лет работала в должности доцента кафедры детской литературы Санкт-Петербургского государственного университета культуры и искусств. В 1977 году ей было присвоено учёное звание доцента.
Читала авторский курс «Психология детского чтения», печаталась в библиотечных журналах. Многие годы развивала концепцию приучения детей к книге как источнику знаний.
Проводила республиканские семинары библиотечных работников, считала, что в работе с читателями необходимо ориентироваться не только на простое количественное привлечение массового читателя в библиотеку, но и делать акцент на качество чтения, на творческое чтение. Опубликовано около 250 работ И.И. Тихомировой, в том числе 7 книг общим тиражом 26 000 экземпляров.
Являлась соавтором учебников «Руководство чтением детей в библиотеке» (1976) и «Руководство чтением детей и юношества в библиотеке» (1992). Основная тема публикаций — психология чтения детей. Входила в состав редколлегий журналов «Школьная библиотека» и «Семейное чтение».
Являлась членом Санкт-Петербургского Психологического общества. Выступала на конференциях и форумах, касающихся развития навыков чтения у детей и подростков.
Умерла 14 июля 2023 года в Санкт-Петербурге.

### Статьи
- Тихомирова И.И. О литературном развитии читателя-подростка [печатный текст] / Тихомирова, Ираида Ивановна, Автор (Author) // Выпуск: № 17. О литературе для детей: ежегодник / Дом детской книги (Ленинградское отделение) .- Ленинград: Детская литература, 1973. - С. 177 - 190.- Библиография в подстрочных примечаниях .

- Детское чтение: тенденции и противоречия
- Материнские чтения в контексте воспитания: обучающая практика
- От продвижения чтения к качеству чтения